# غوران إيكونيتش
غوران إيكونيتش (بالصربية: Горан Иконић) مواليد 23 مارس 1980 في جمهورية يوغوسلافيا الاشتراكية الاتحادية، هو لاعب كرة سلة صربي. بدأ مسيرته الاحترافية في سنة 1998. يبلغ طوله 6 قدم 5 بوصة (2.0 م).

## المسيرة الاحترافية
لعب مع نادي بوسنا رويال لكرة السلة من سنة 2005 إلى 2009، ثم لعب مع نادي كركا لكرة السلة في موسم 2010–2011، ثم لعب مع نادي كارشياكا لكرة السلة في موسم 2011–2012.

## روابط خارجية
- غوران إيكونيتش على موقع الاتحاد الدولي لكرة السلة (الإنجليزية)
- غوران إيكونيتش على موقع الدوري الأوروبي لكرة السلة (الإنجليزية)
- غوران إيكونيتش على موقع كرة السلة الأوروبية.كوم (الإنجليزية)
- غوران إيكونيتش على موقع ريلجم (الإنجليزية)
- غوران إيكونيتش على موقع بروبوليرز (الإنجليزية)
- غوران إيكونيتش على موقع سبورتس رفرنس (الإنجليزية)